# Robbie Rogers
Robbie Rogers (Rancho Palos Verdes, Californië, 12 mei 1987) is een Amerikaans voormalig voetballer die als middenvelder speelde.

## Carrière

### Clubcarrière
Rogers voetbalde bij het collegeteam van de universiteit van Maryland (Maryland Terrapins) waarmee hij in 2005 het kampioenschap van de NCAA won. Dat jaar kwam hij ook kort uit voor Orange County Blue Star in de USL Premier Development League. Zijn eerste profcontract tekende hij in 2006 bij sc Heerenveen. Bij Heerenveen brak hij niet door en hij speelde geen wedstrijden in de hoofdmacht. In 2007 verliet hij de Friese club en kwam hij terecht bij Columbus Crew. Hij keerde drie jaar later terug naar Europa bij Leeds United FC in de Engelse tweede klasse. Daar werd hij uitgeleend aan Stevenage FC, dat uitkomt in de Engelse derde klasse.
Op 16 februari 2013 kondigde Rogers aan te stoppen met voetbal nadat hij op zijn persoonlijke website uit de kast was gekomen als homoseksueel. Eind mei 2013 tekende hij echter een contract bij Los Angeles Galaxy en zette hij zijn carrière voort. Na contact met Landon Donovan maakte hij zijn terugkeer in de voetbalwereld. In november 2017 beëindigde hij definitief zijn voetbalcarrière.

### Interlandcarriere
Hij nam deel aan de Olympische Zomerspelen 2008 en speelde met het Amerikaans voetbalelftal op de CONCACAF Gold Cup in 2009 en 2011 waar beide keren de finale verloren werd.

## Privé
Rogers is op 2 december 2017 gehuwd met de Amerikaanse televisieschrijver, producent en filmregisseur Greg Berlanti. Via draagmoederschap werd hun zoon geboren op 18 februari 2016. Op 13 mei 2019 verwelkomden Rogers en Berlanti hun dochter Mia Barbara.